# Alain Lauener
Alain Lauener, né le 8 décembre 1986, est un coureur cycliste suisse, spécialiste de la piste et de la route.

## Biographie
En 2003, Alain Lauener devient sur piste champion de Suisse d'omnium juniors (moins de 19 ans). L'année suivante, il remporte la médaille de bronze du scratch juniors aux championnats d'Europe sur piste juniors à Valence, en Espagne. Sur route, il gagne en 2006 une étape du Mainfranken Tour. L'année suivante, il remporte la première étape du Tour du Loir-et-Cher à Blois. 
En 2007, il remporte la Legnano Coppa Olivetti, une course d'un jour italienne. En 2010, il est double champion de Suisse sur piste, en vitesse et en omnium. En 2014, il met un terme à sa carrière cycliste.

## Palmarès sur piste

### Championnats d'Europe
- Valence 2004 (juniors)
  -  Médaillé de bronze du scratch juniors
- Fiorenzuola d'Arda 2005 (espoirs)
  - 9edu scratch espoirs

### Championnats de Suisse
- 2006
  -  Champion de Suisse d'omnium juniors
- 2005
  - 2e du scratch
  - 3e de la vitesse
  - 3e de la course à l'américaine
- 2006
  - 3e de la course aux points
  - 3e de la course à l'américaine
- 2008
  - 2e du scratch
- 2009
  - 3e de la vitesse
- 2010
  -  Champion de Suisse de vitesse
  -  Champion de Suisse d'omnium

## Palmarès sur route
- 2002
  - 3e du championnat de Suisse sur route débutants
- 2006
  - 2e étape du Mainfranken Tour
- 2007
  - 1re étape du Tour du Loir-et-Cher
  - 3e de la Coppa Città di Melzo